# Водяна Балка (Богодухівський район)
Водяна Ба́лка — село в Україні, у Валківській міській громаді Богодухівського району Харківської області. Населення становить 9 осіб. До 2020 орган місцевого самоврядування — Минківська сільська рада.

## Географія
Село Водяна Балка знаходиться на річці Грушева. Нижче за течією розташоване село Мельникове. На річці кілька загат. Село примикає до села Тугаївка.

## Історія
12 червня 2020 року, розпорядженням Кабінету Міністрів України № 725-р «Про визначення адміністративних центрів та затвердження територій територіальних громад Харківської області», увійшло до складу Валківської міської громади.
19 липня 2020 року, в результаті адміністративно-територіальної реформи та ліквідації Валківського району, село увійшло до складу Богодухівського району.